# كلير ماكدونل
كلير ماكدونل (بالإنجليزية: Clare McDonnell)‏ هي مقدمة برامج إذاعية بريطانية، ولدت في 1967.